# Сан-Ніколау (Лісабон)
Сан-Ніколау (порт. São Nicolau; МФА: [ˈsɐ̃w ni.ku.ˈɫaw]) — парафія в Португалії, у муніципалітеті Лісабон. Розташована в західній частині країни, на теренах історичної португальської провінції Ештремадура. Входить до складу округу Лісабон. За адміністративним поділом, чинним до 1976 року, терени парафії були складовою провінції Ештремадура. Належить до Лісабонського патріархату Католицької церкви. Патрон — святий Миколай. Площа — 0,2633 км². Населення — 1231 ос. (2011). Сильно урбанізований регіон. Густота населення — 4675,28 осіб/км²
. Код — 110648.

## Географія

Райони Лісабона
Зони Лісабона

## Населення
| Кількість мешканців | Кількість мешканців | Кількість мешканців | Кількість мешканців | Кількість мешканців | Кількість мешканців | Кількість мешканців | Кількість мешканців | Кількість мешканців | Кількість мешканців | Кількість мешканців | Кількість мешканців | Кількість мешканців | Кількість мешканців | Кількість мешканців |
| ------------------- | ------------------- | ------------------- | ------------------- | ------------------- | ------------------- | ------------------- | ------------------- | ------------------- | ------------------- | ------------------- | ------------------- | ------------------- | ------------------- | ------------------- |
| 1864                | 1878                | 1890                | 1900                | 1911                | 1920                | 1930                | 1940                | 1950                | 1960                | 1970                | 1981                | 1991                | 2001                | 2011                |
| 9 903               | 8 771               | 9 153               | 8 831               | 10 428              | 6 298               | 8 305               | 5 690               | 4 244               | 3 961               | 2 331               | 2 535               | 1 448               | 1 175               | 1 231               |

## Пам'ятки
- Санта-Жуштський ліфт